# الحاج قنديل
قرية الحاج قنديل هي إحدى القرى التابعة لمركز دير مواس بمحافظة المنيا في جمهورية مصر العربية. حسب إحصاءات سنة 2006، بلغ إجمالي السكان في الحاج قنديل 5659 نسمة، منهم 2772 رجلا و2887 امرأة.